# Maxillaria sophronitis
Maxillaria sophronitis, the Sophronitis-like Maxillaria, là một loài lan đặc hữu của Venezuela và đông bắc Colombia.

## Hình ảnh

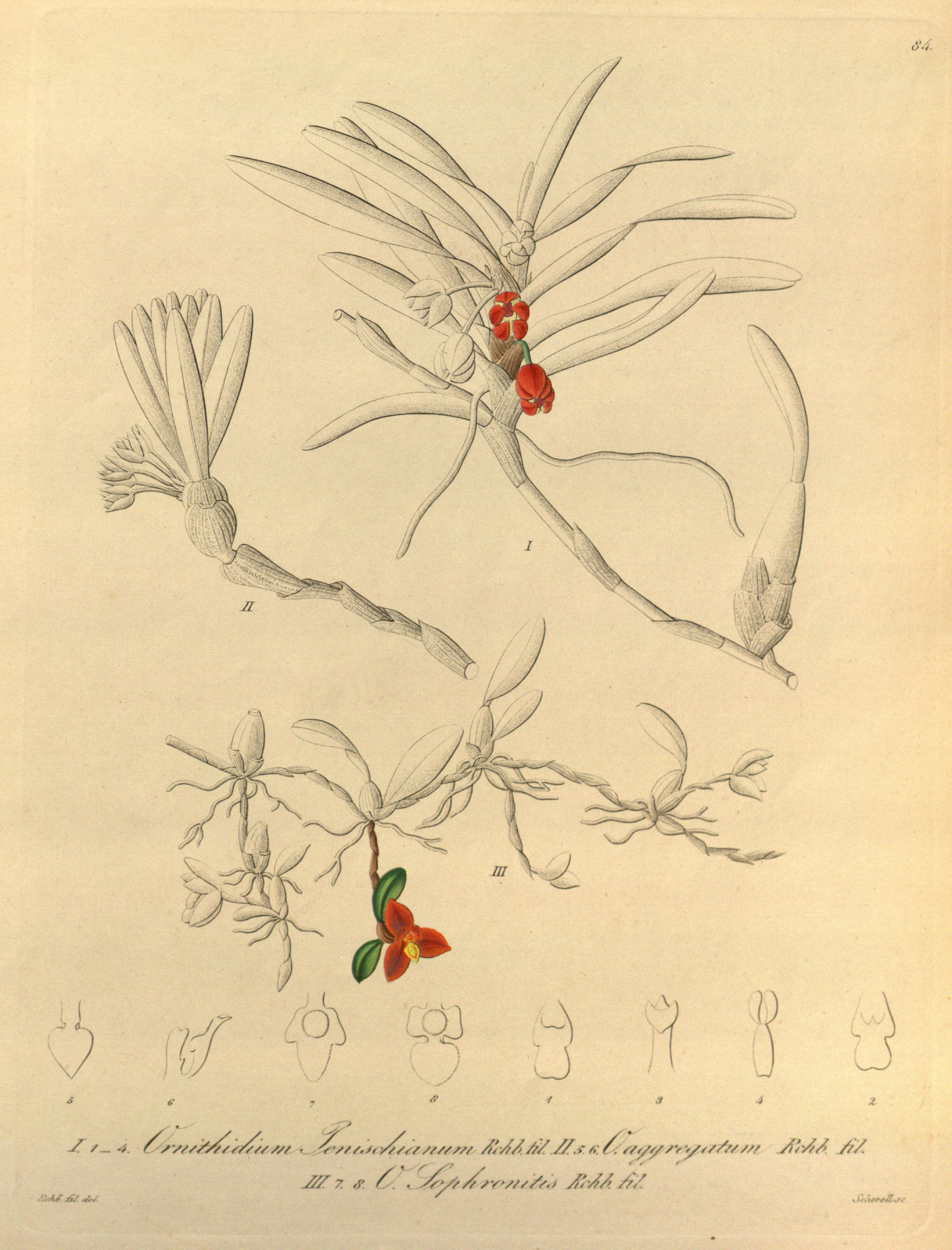
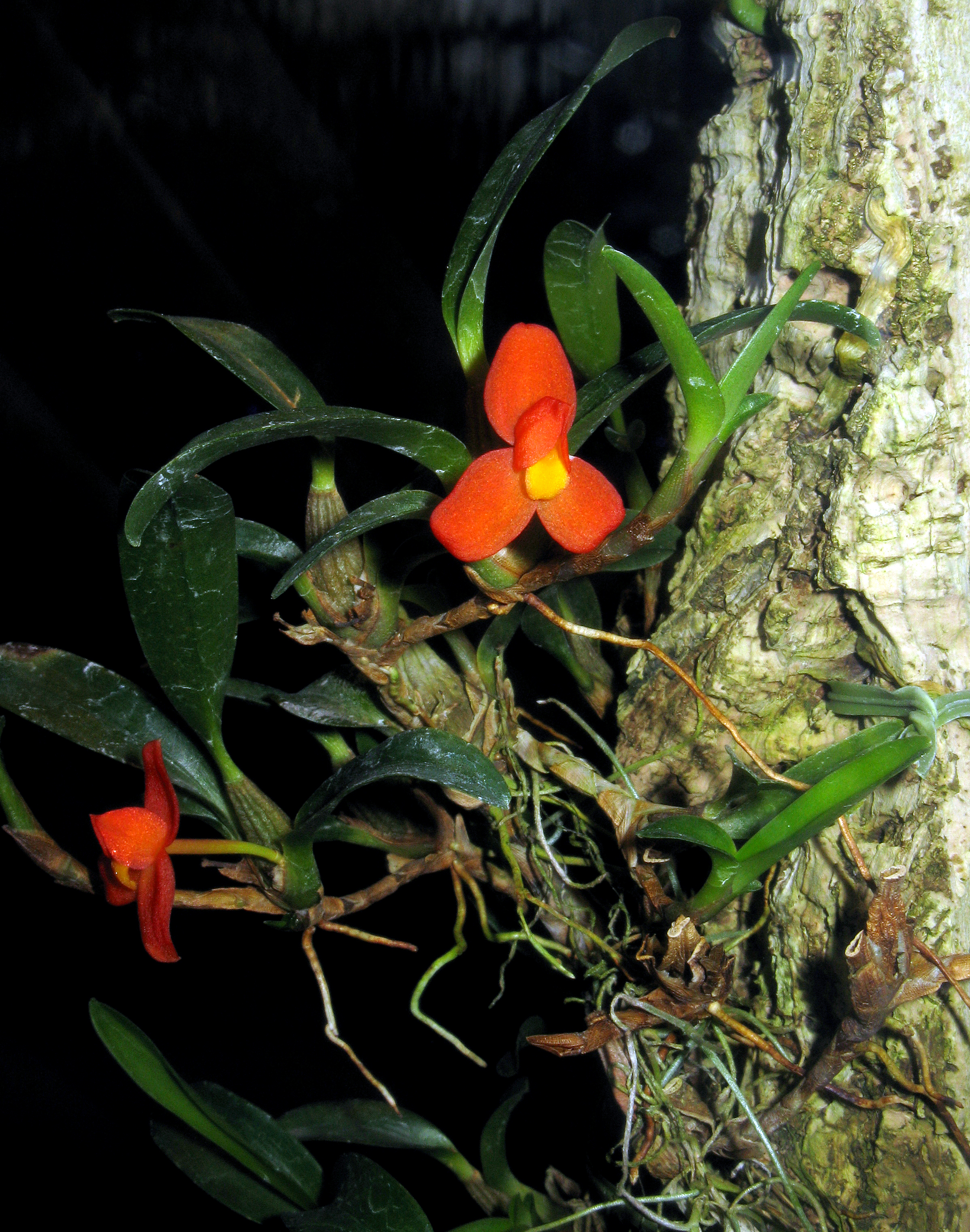
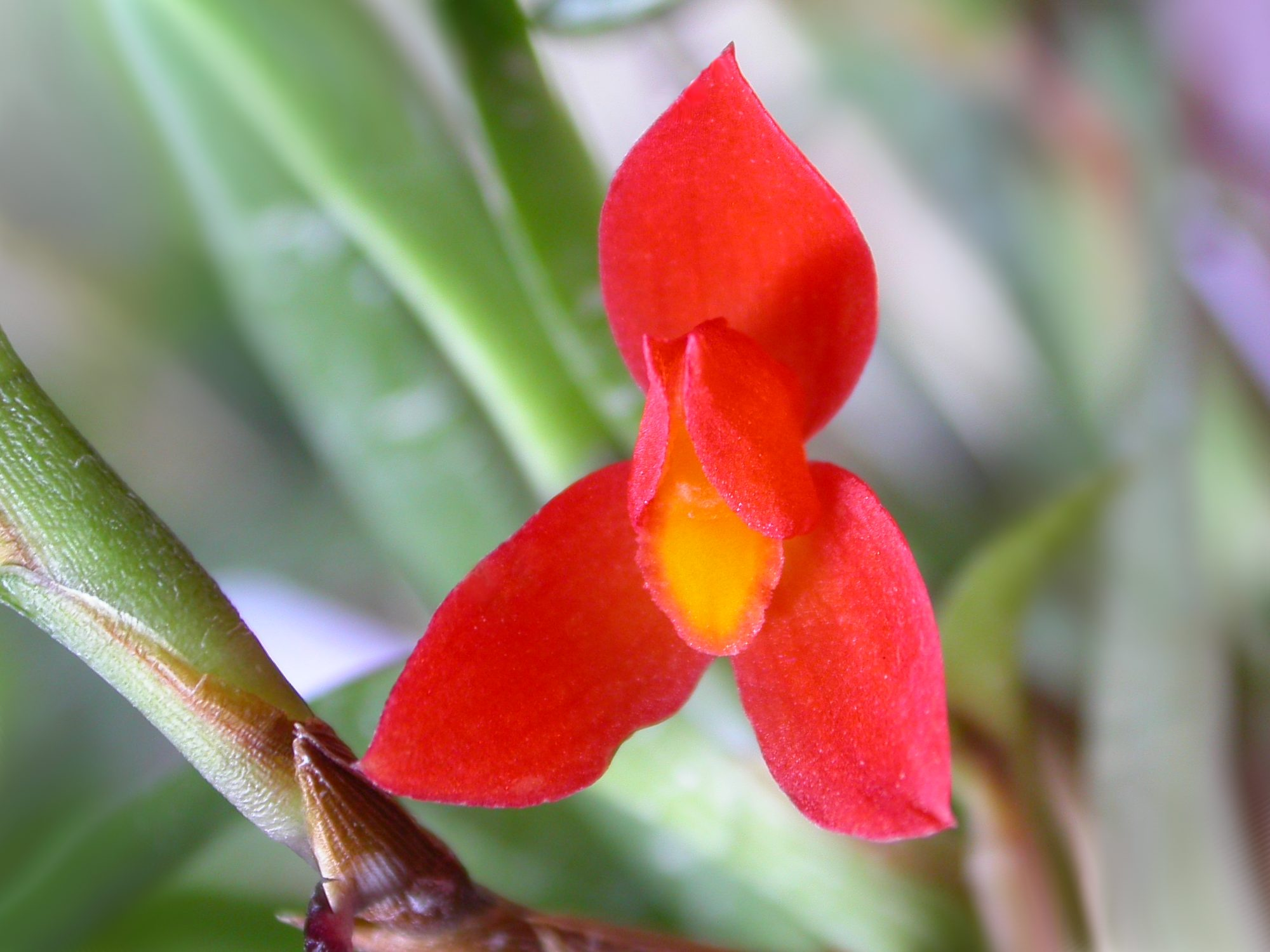